# Ново Место
Нове Місто (словен. Novo Mesto, Ново Место, Но́во-Ме́сто, Нове Место) — місто в Словенії, столиця історичного краю Нижня Крайна, адмінцентр статистичного регіону Південно-Східна Словенія та однойменної общини.

## Назва

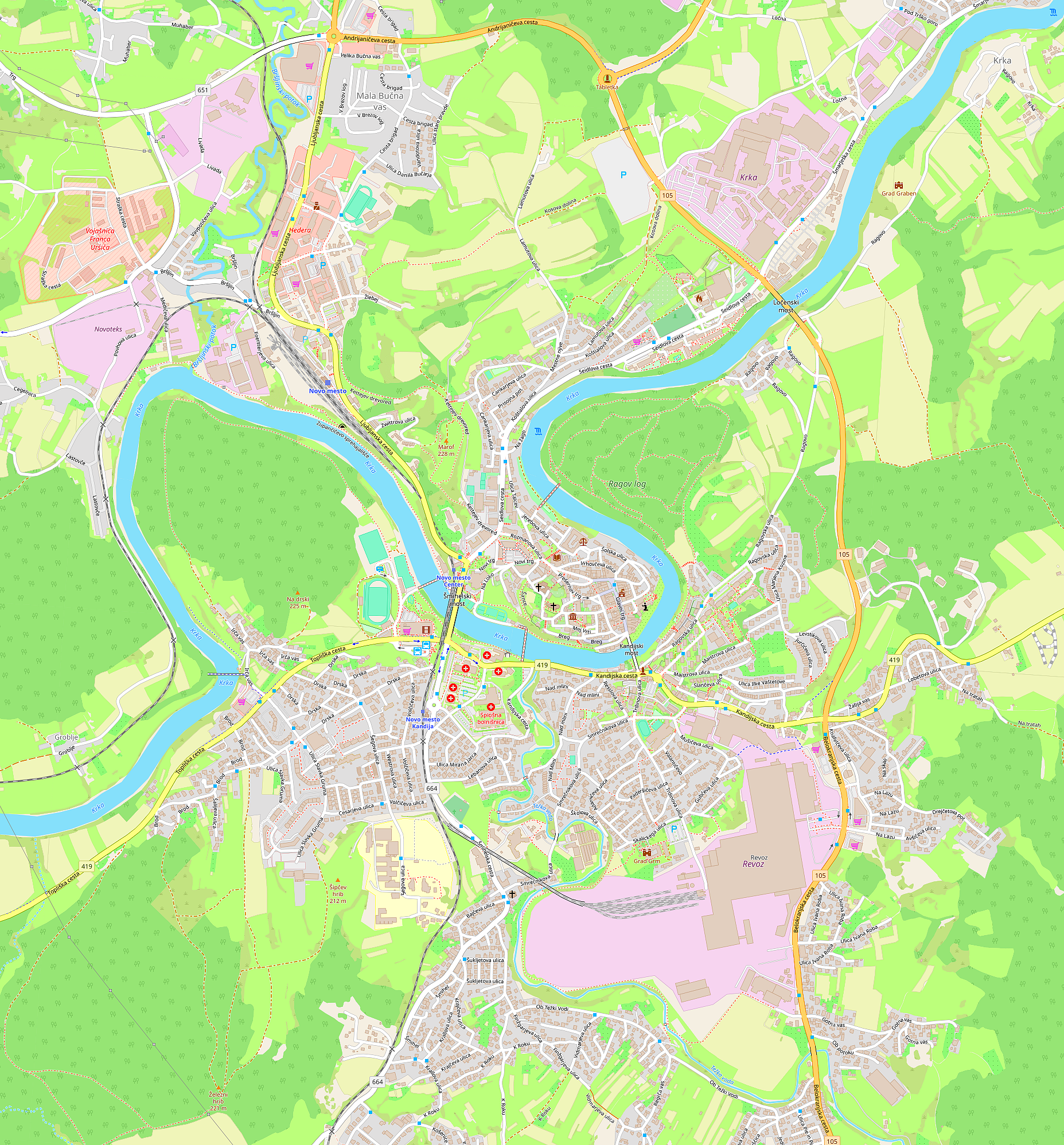
Карта міста

Засноване 7 квітня 1365 року під назвою Рудольфово (словен. Rudolfovo) австрійським герцогом Рудольфом IV. Після Першої світової війни і розпаду Австро-Угорщини населений пункт увійшов до складу Королівства Югославія та офіційною назвою міста стало Ново Место. 
Словенська назва «Ново Место» перекладається як нове місто. Подібні топоніми поширені в Європі та зазвичай відносяться до поселень, побудованих на місці більш давніх.

## Географія
Розташоване посеред горбистого ландшафту вигинів річки Крка на висоті 202 м над рівнем моря. Околиці міста охоплюють Горянці на південному сході, Любен (546 м) на південному заході, відслонення Кочевського Рогу на заході та виноробну Тршку гору (428 м) на півночі. Старий центр міста, який має круглу форму з радіусом близько 250 м, стоїть на скелястому вапняковому півострові.
Поблизу проходить автомагістраль A2, яка є частиною європейського маршруту E70.

## Клімат
| Кліматограма Нового Места | Кліматограма Нового Места | Кліматограма Нового Места | Кліматограма Нового Места | Кліматограма Нового Места | Кліматограма Нового Места | Кліматограма Нового Места | Кліматограма Нового Места | Кліматограма Нового Места | Кліматограма Нового Места | Кліматограма Нового Места | Кліматограма Нового Места |
| --- | ------------------------- | ------------------------- | ------------------------- | ------------------------- | ------------------------- | ------------------------- | ------------------------- | ------------------------- | ------------------------- | ------------------------- | ------------------------- |
| С | Л                         | Б                         | К                         | Т                         | Ч                         | Л                         | С                         | В                         | Ж                         | Л                         | Г                         |
| 66 4 −3 | 77 6 −3                   | 79 11 1                   | 97 16 5                   | 116 20 10                 | 119 24 14                 | 111 26 16                 | 113 26 16                 | 125 20 12                 | 109 16 8                  | 113 10 3                  | 90 5 −2                   |
| Середня макс. і мін. температури повітря (°C) Атмосферні опади (мм), за рік : 1215 мм. Джерело: Ново Место «Climate-Data.org» (англ.) |                           |                           |                           |                           |                           |                           |                           |                           |                           |                           |                           |

## Історія

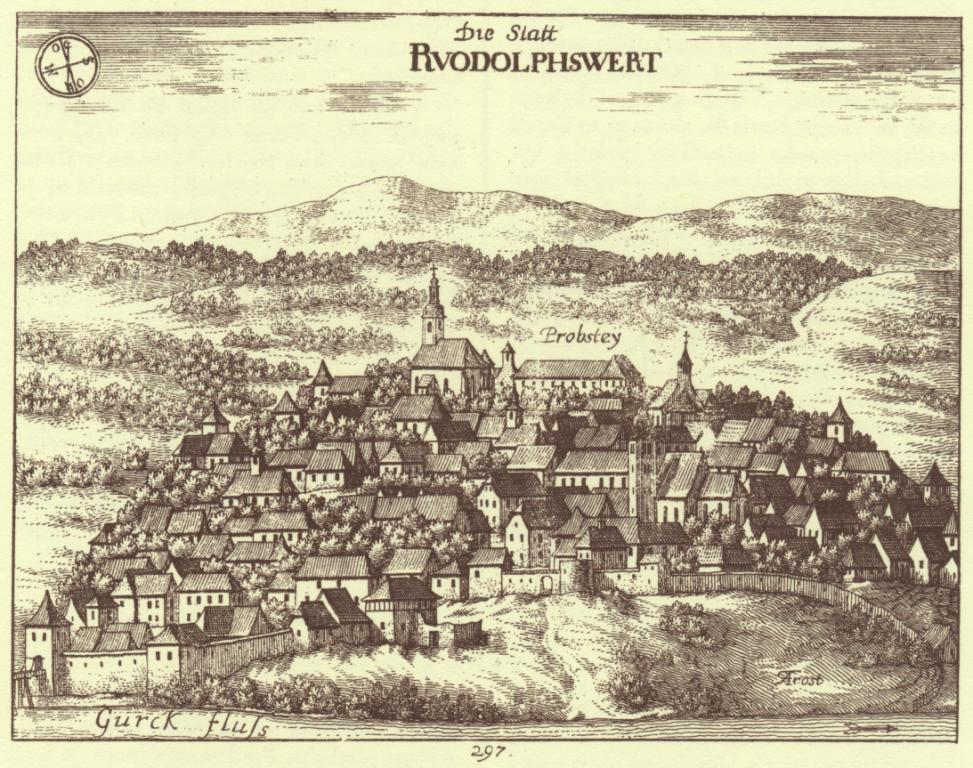
Рудольфово гравюра, 1689 рік

Найдавніші сліди поселення відносяться до епохи пізньої бронзи - близько 1000 року до нашої ери. Пізніше були знайдені сліди розселення іллірійців, кельтів і римлян.
Замок Грабен на річці Крка, родова резиденція знатного дому Грабен фон Штайн, вперше згадується в грамоті 1170 року. У 1365 році Рудольф IV надав статус міста і назвав його «Рудольфово». У середні віки це було важливе ринкове місто завдяки його розташуванню поруч зі монастирем.
Пік свого розвитку Ново Место досягло в XVI столітті, але згодом турецькі навали змусили жителів покинути місто. Місто почало відроджуватися в 18-19 століттях. 1890 року місто з'єднали з Любляною залізницею. 1908 року Драго Андріаніч переїхав до Ново Место, якого сьогодні називають засновником успішної фармацевтичної промисловості міста.
Під час Другої світової війни місто контролювалося фашистською Італією як частина провінції Любляна до повалення Муссоліні в 1943 році. Потім воно було окуповане нацистською Німеччиною до кінця війни.
1958 року влада Югославії побудувала автомагістраль, яка з'єднувала Любляну і Загреб та проходила через Ново Место. З будівництвом дороги Ново Место стало набагато краще зв'язане з рештою Словенії та Югославії і почало зростати як важливий регіональний центр.
У 2017 році місті відкрито приватний університет: Університет Ново Место (University of Novo Mesto).

## Демографія
Населення — 24 183 мешканців (2020).
| 1948  | 1953  | 1961  | 1971   | 1981   | 1991   | 2002   | 2011   | 2013   | 2015   | 2020   |
| ----- | ----- | ----- | ------ | ------ | ------ | ------ | ------ | ------ | ------ | ------ |
| 6,645 | 7,526 | 9,873 | 14,144 | 19,741 | 22,333 | 22,415 | 23,341 | 23,212 | 23,317 | 24,183 |

## Економіка
Туризм у Словенії зростає та Ново Место отримує певні переваги від цього, бо є значним туристичним центром. Долина річки Крка стає місцем для виробництва вина. Місцеве вино виробляється шляхом змішування кількох різних сортів місцевого винограду.
Основні галузі економіки включають:
- Revoz (дочірня компанія Renault), виробництво автомобілів.
- Adria Mobil, виробник будинків на колесах і караванів.
- КРКА, фармацевтика.

## Пам'ятники

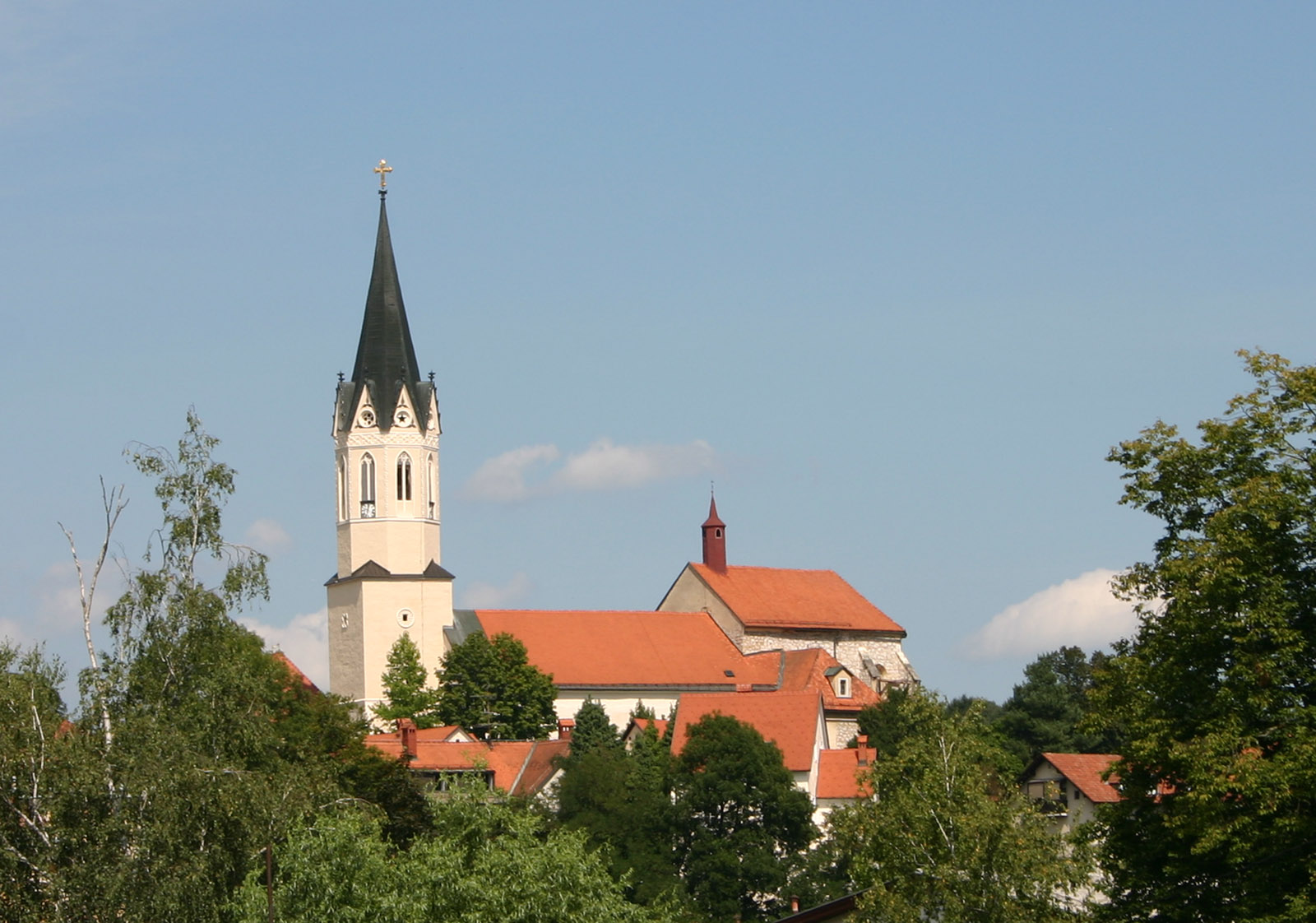

- Старе місто на півострові.
- Церква Святого Миколая.
- Археологічний музей.
- Церква Святого Леонарда.
- Францисканський монастир.

## Відомі люди
- Мар'ян Козина (4 червня 1907 — 19 червня 1966) — словенський композитор.
- Антон Подбевшек (1898—1981) — словенський поет і есеїст.
- Леон Штукель (12 листопада 1898 — 8 листопада 1999) — югославський гімнаст (словенець за національністю), олімпійський чемпіон, чемпіон світу.
- Ваня Дркушич (нар. 30 жовтня 1999) — словенський футболіст.
- Альоша Матко (нар. 29 березня 2000) — словенський футболіст.
- Руді Пожег Ванцаш (нар. 15 березня 1994) — словенський футболіст.
- Меланія Трамп (нар. 26 квітня 1970) — 45-а і 47-а перша леді США, дружина президента США Дональда Трампа, народилася тут.

## Міста-побратими
Ново Место має такі міста побратими:
- Лангенгаген, Німеччина
- Вілафранка-дель-Пенедес, Іспанія
- Бихач, Боснія і Герцеговина
- Їсін, Китай
- Лесковац, Сербія
- Херцег-Новий, Чорногорія
- Торунь, Польща[9]
- Трнава, Словаччина

## Світлини

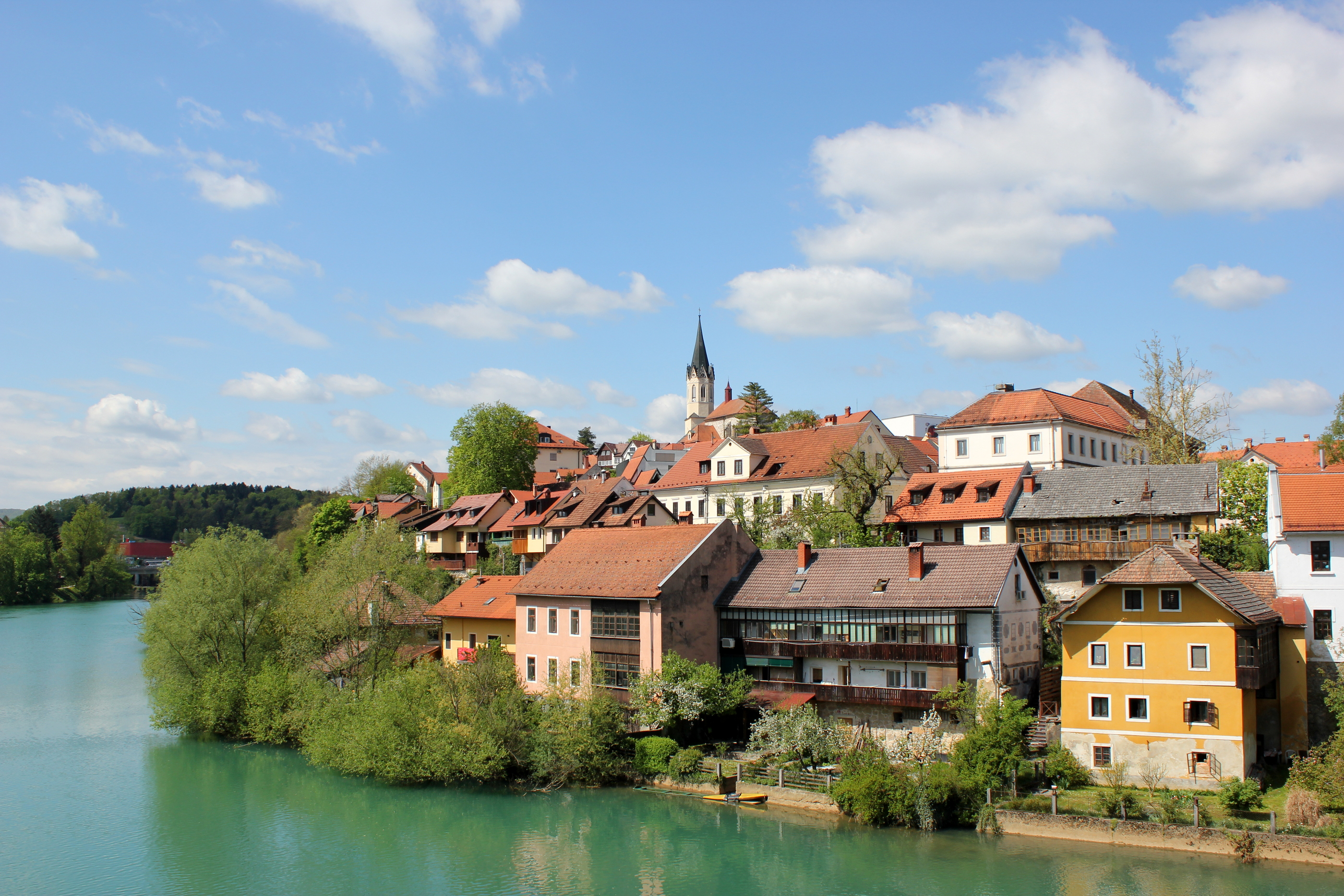
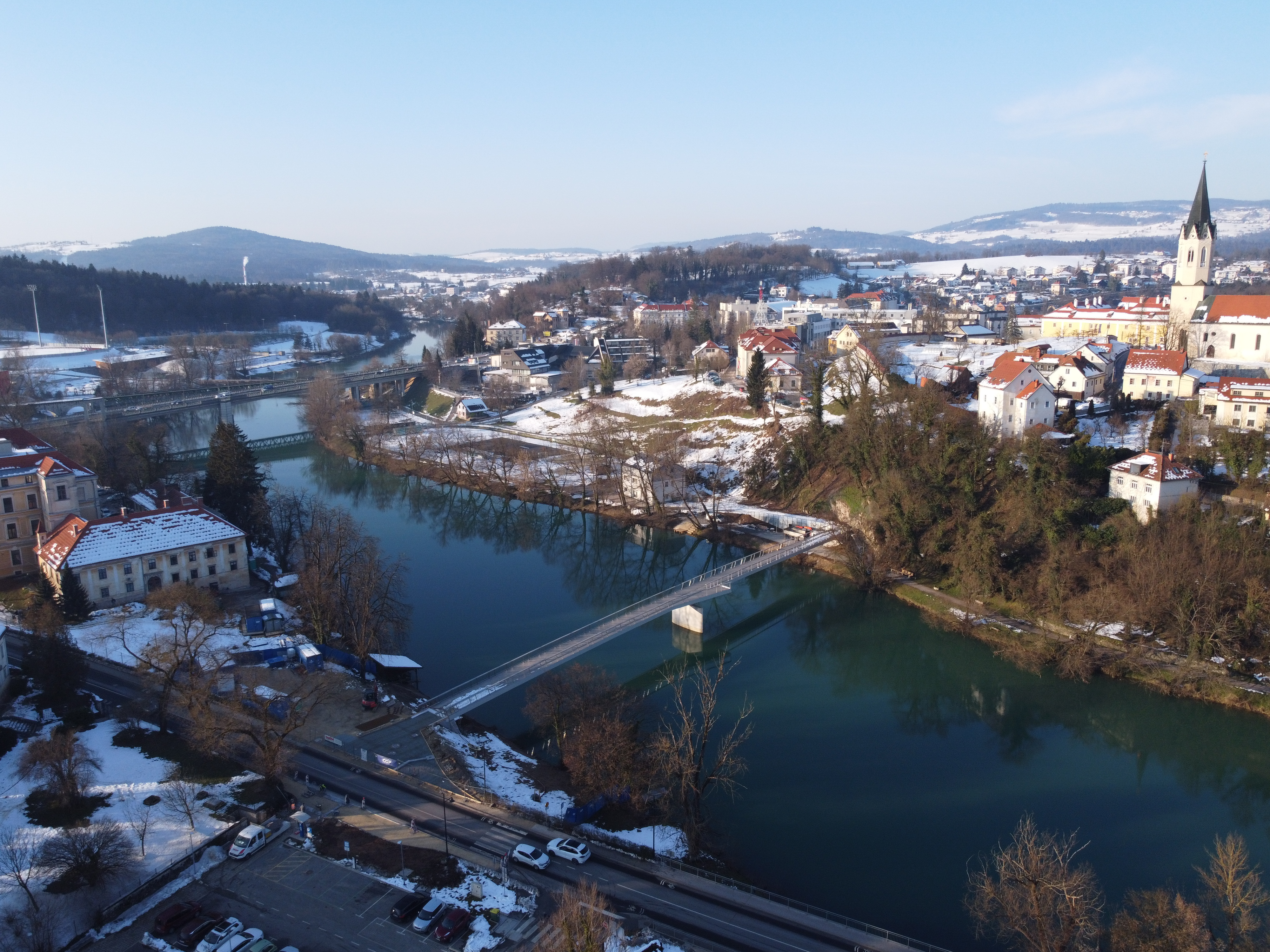
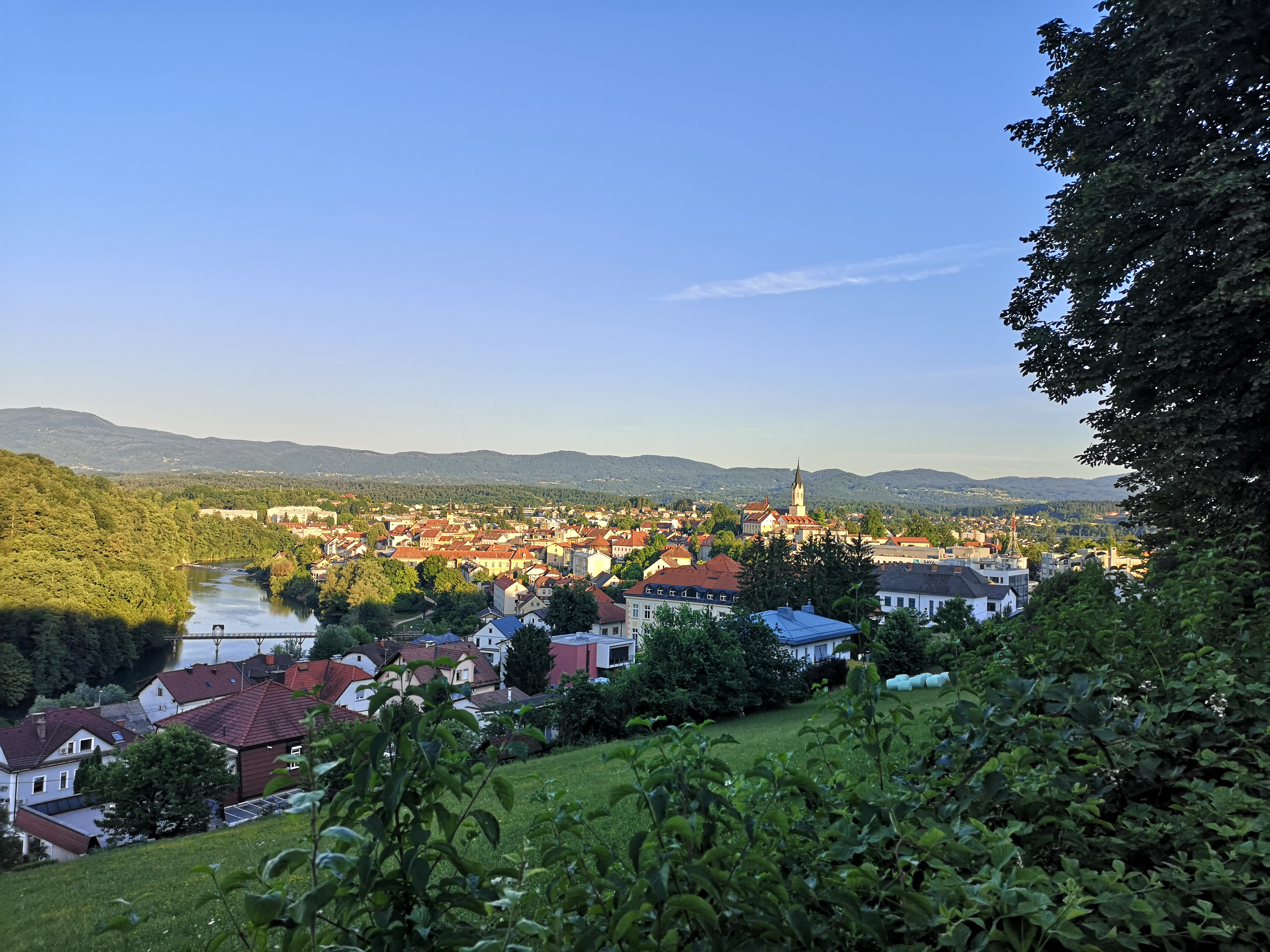
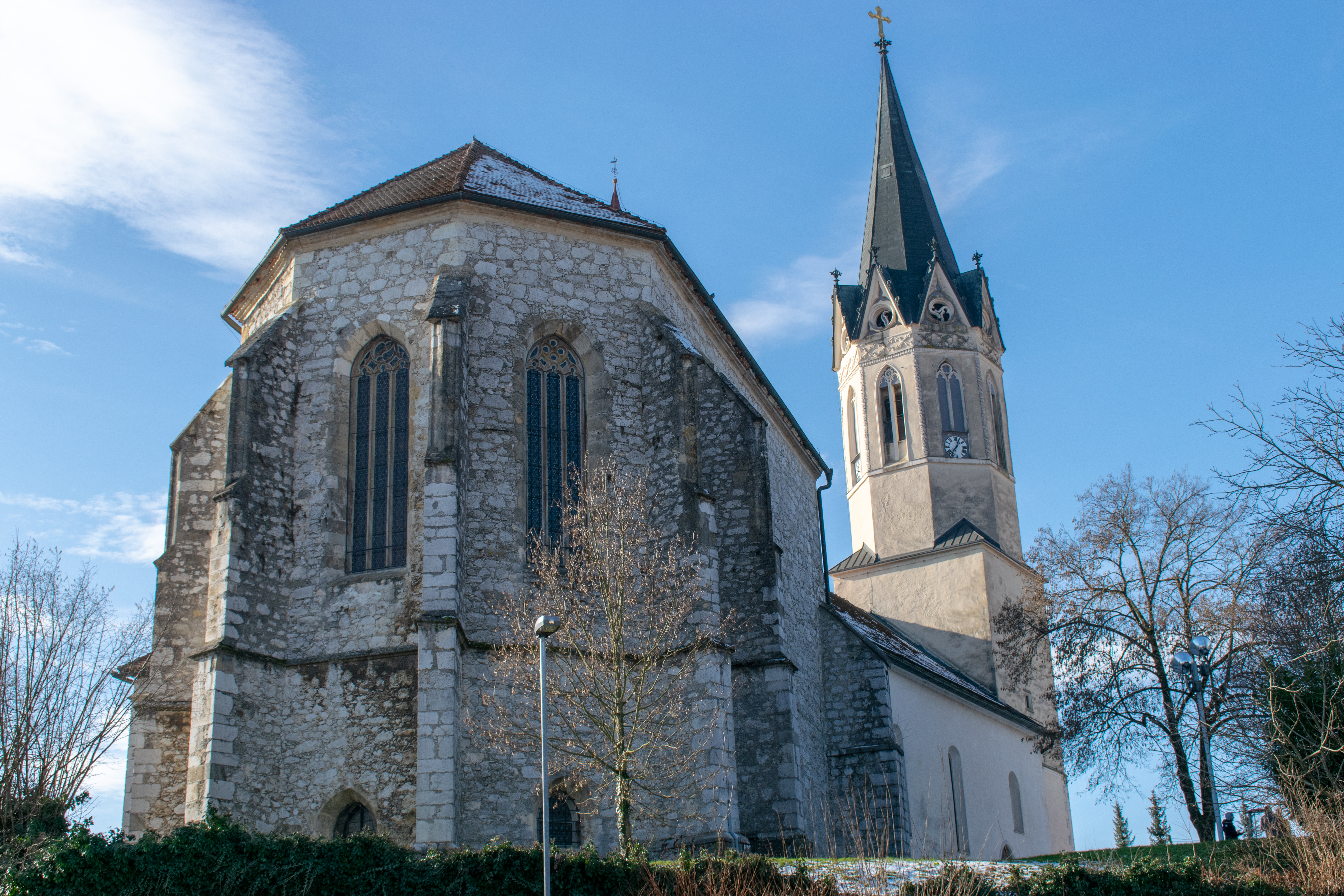
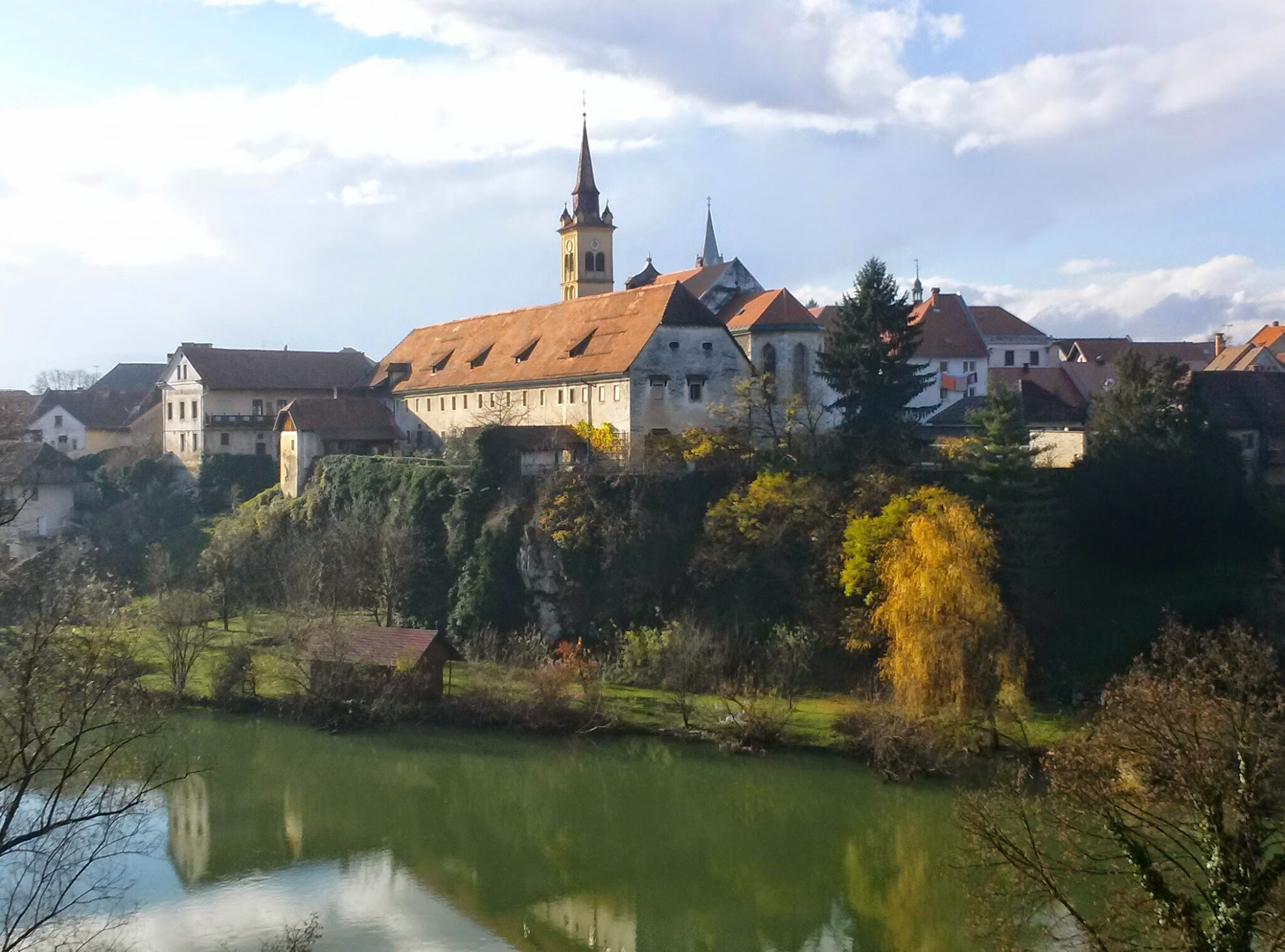
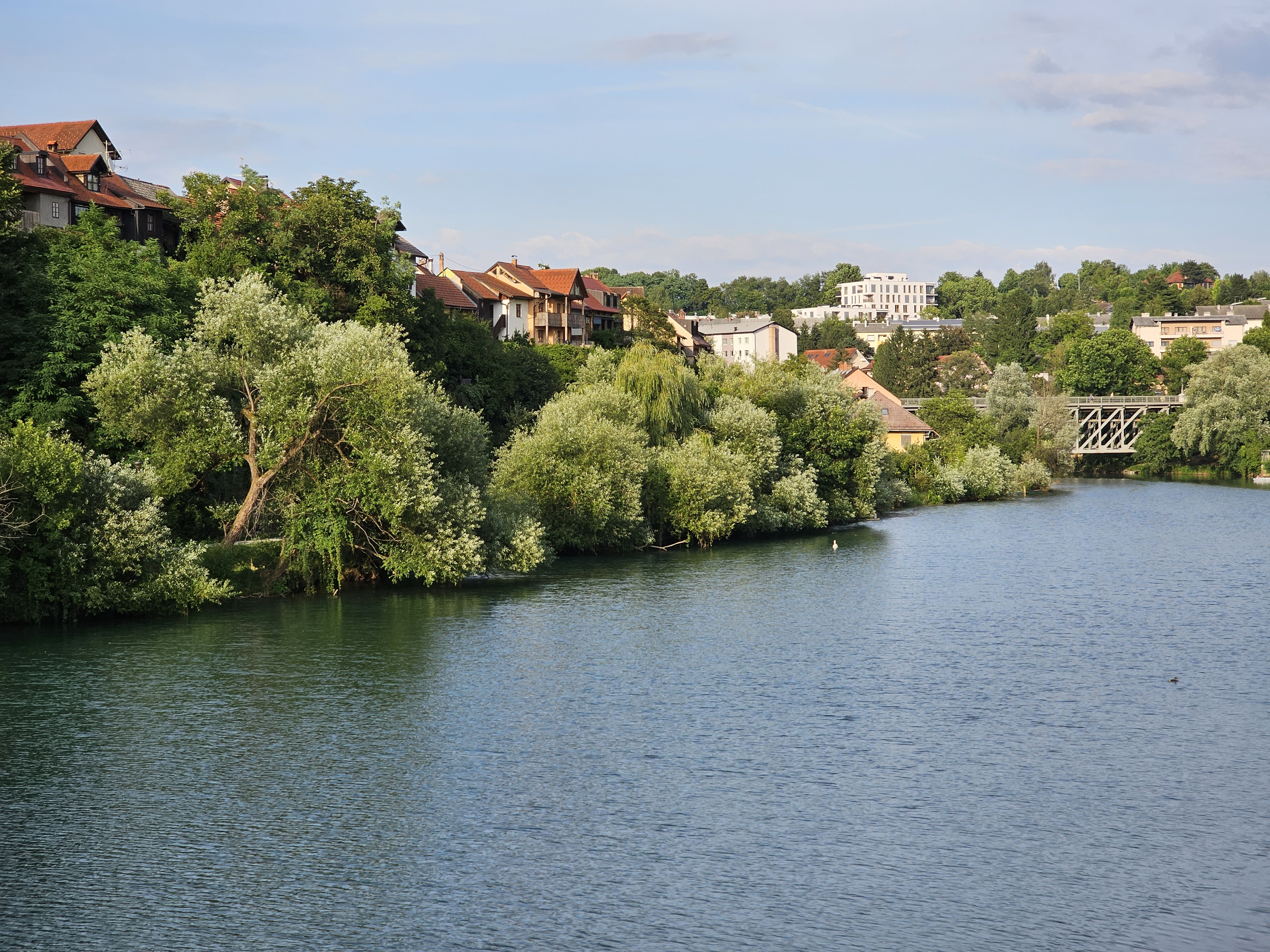
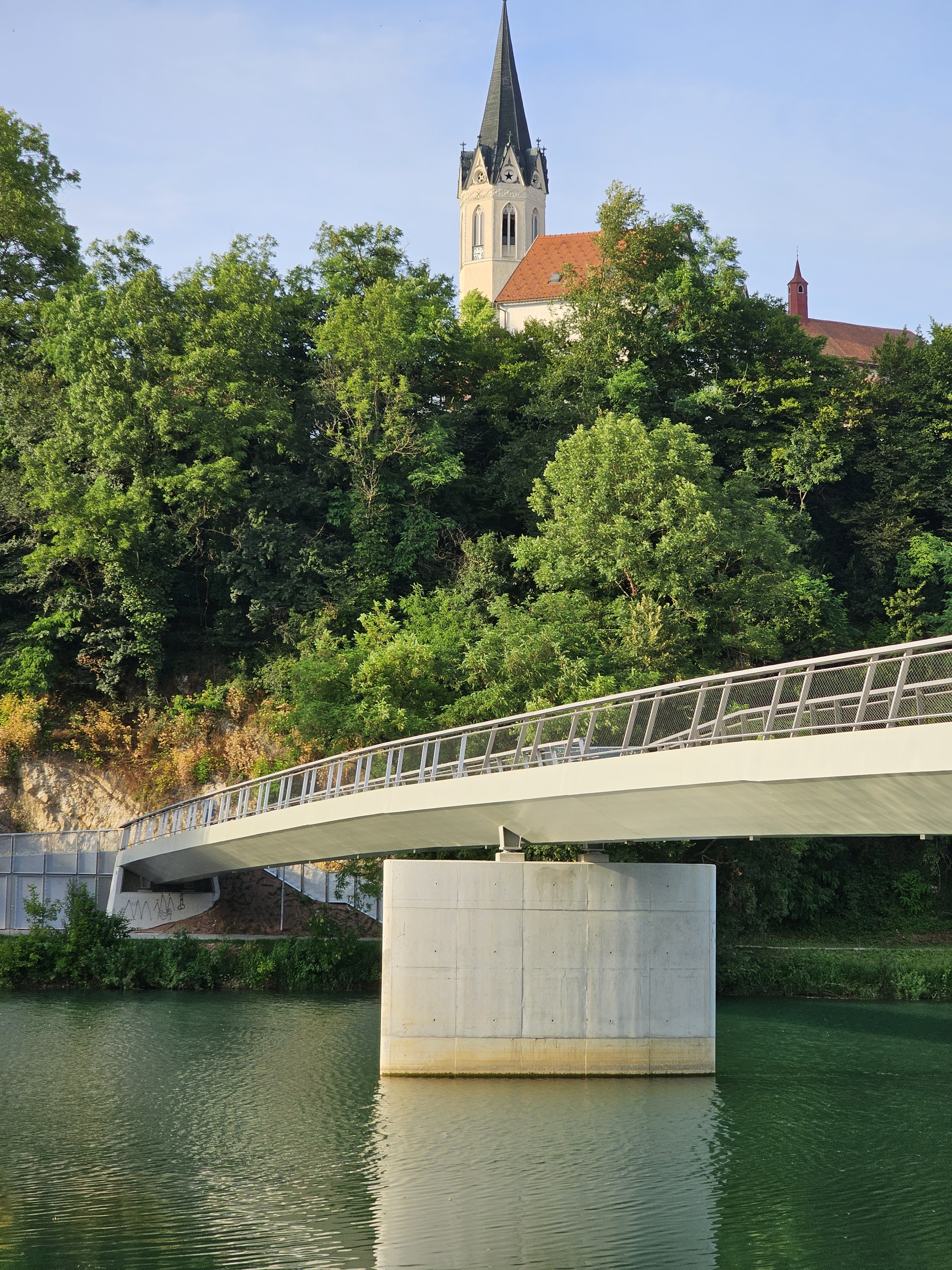
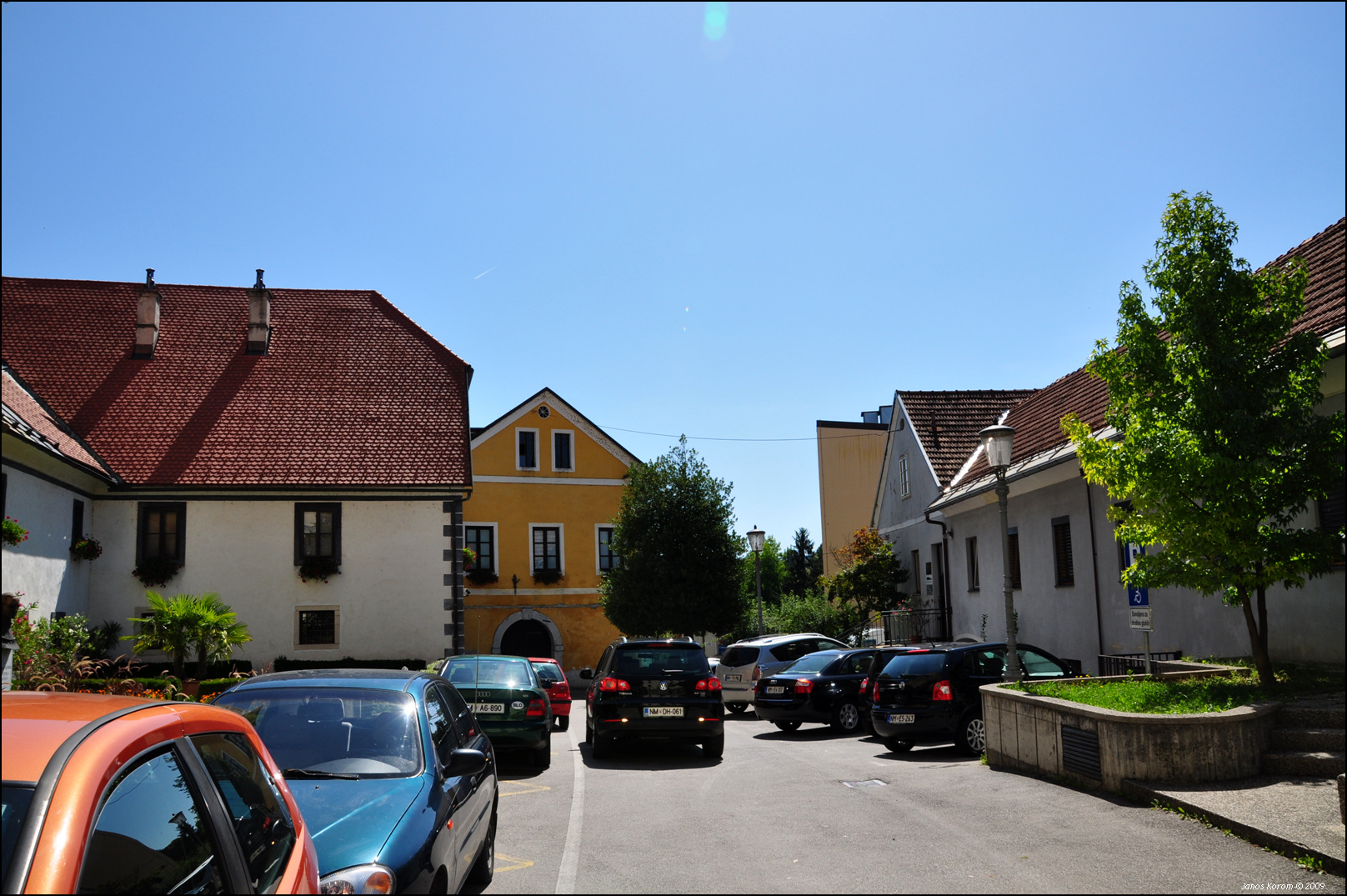
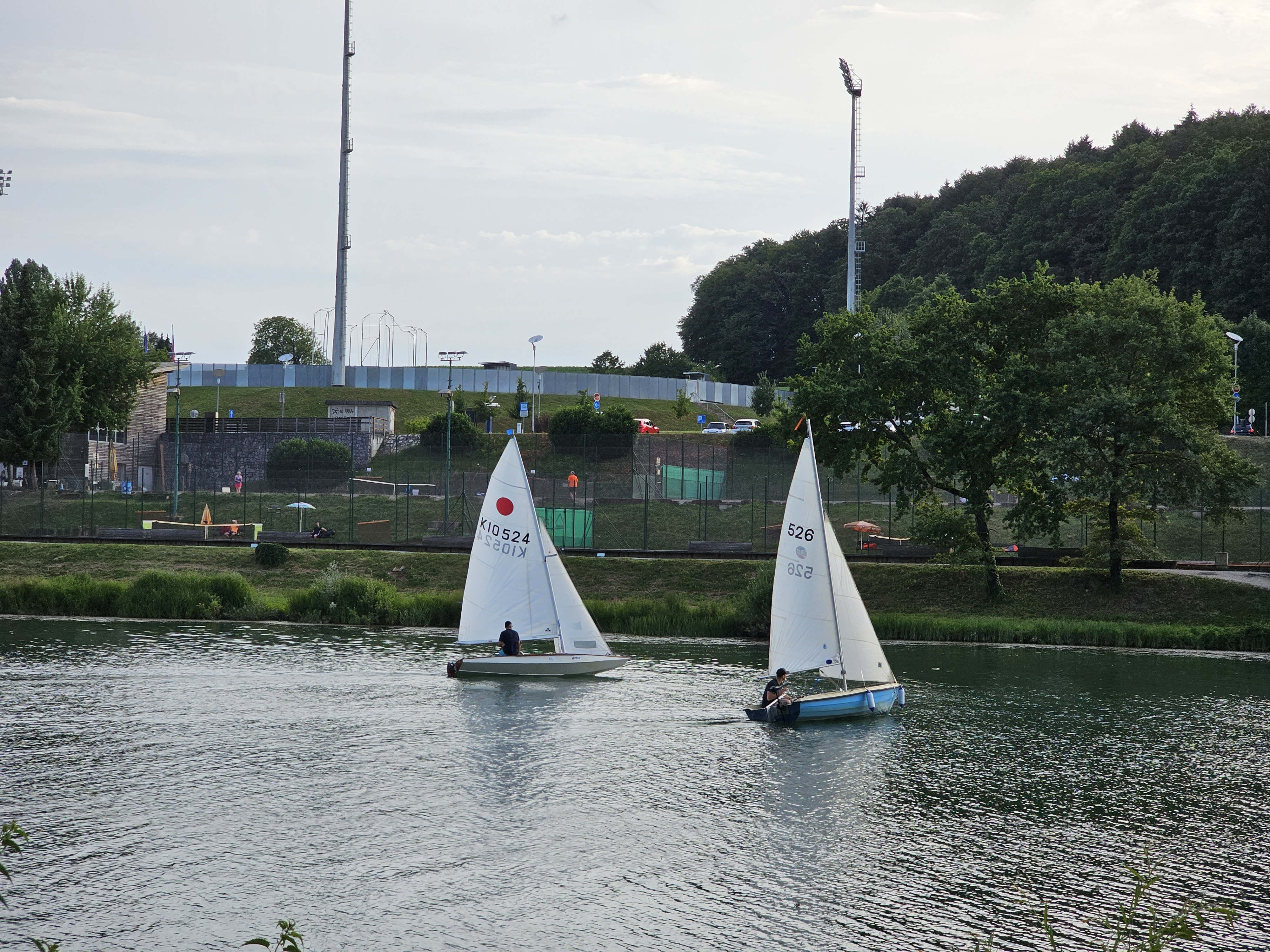
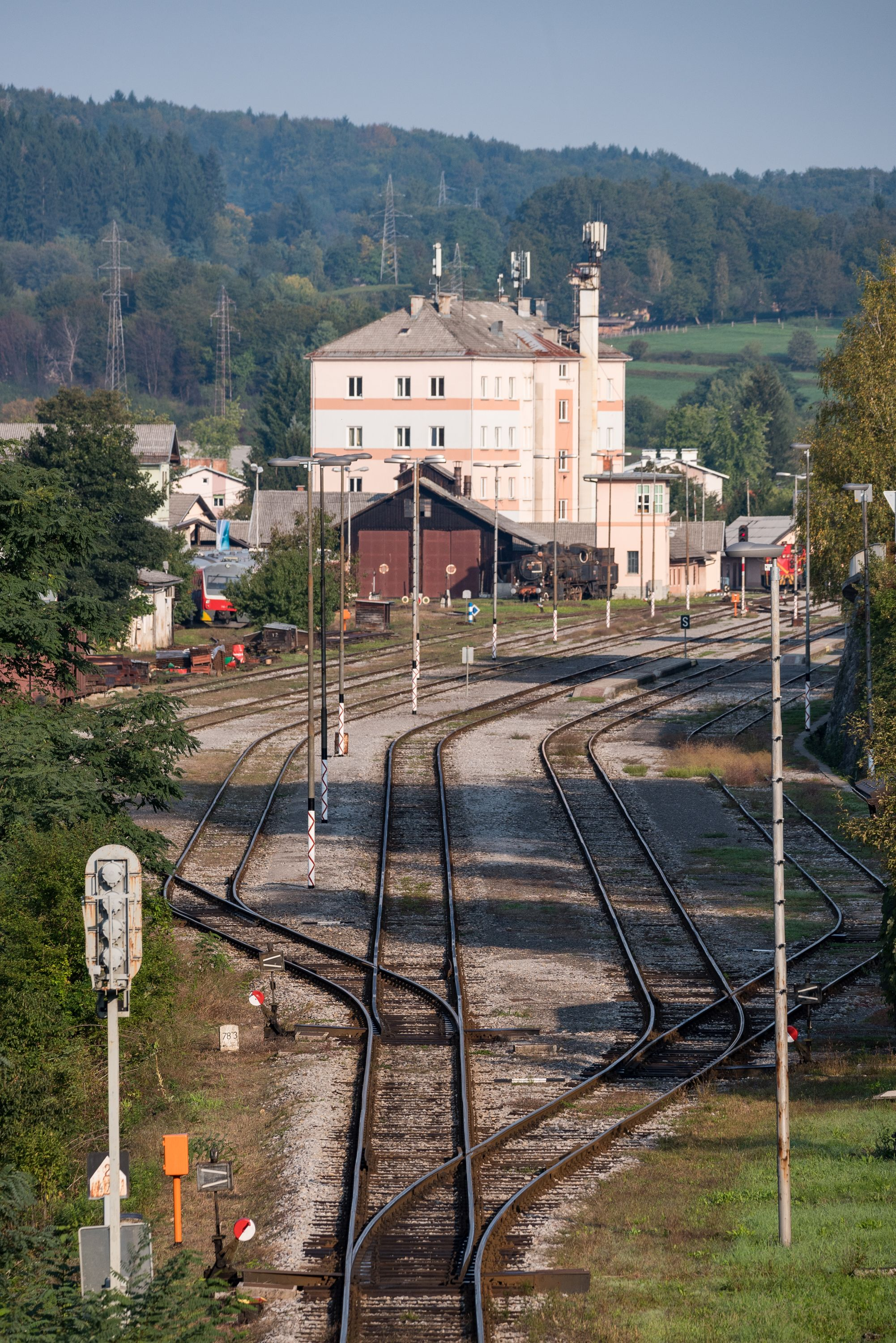
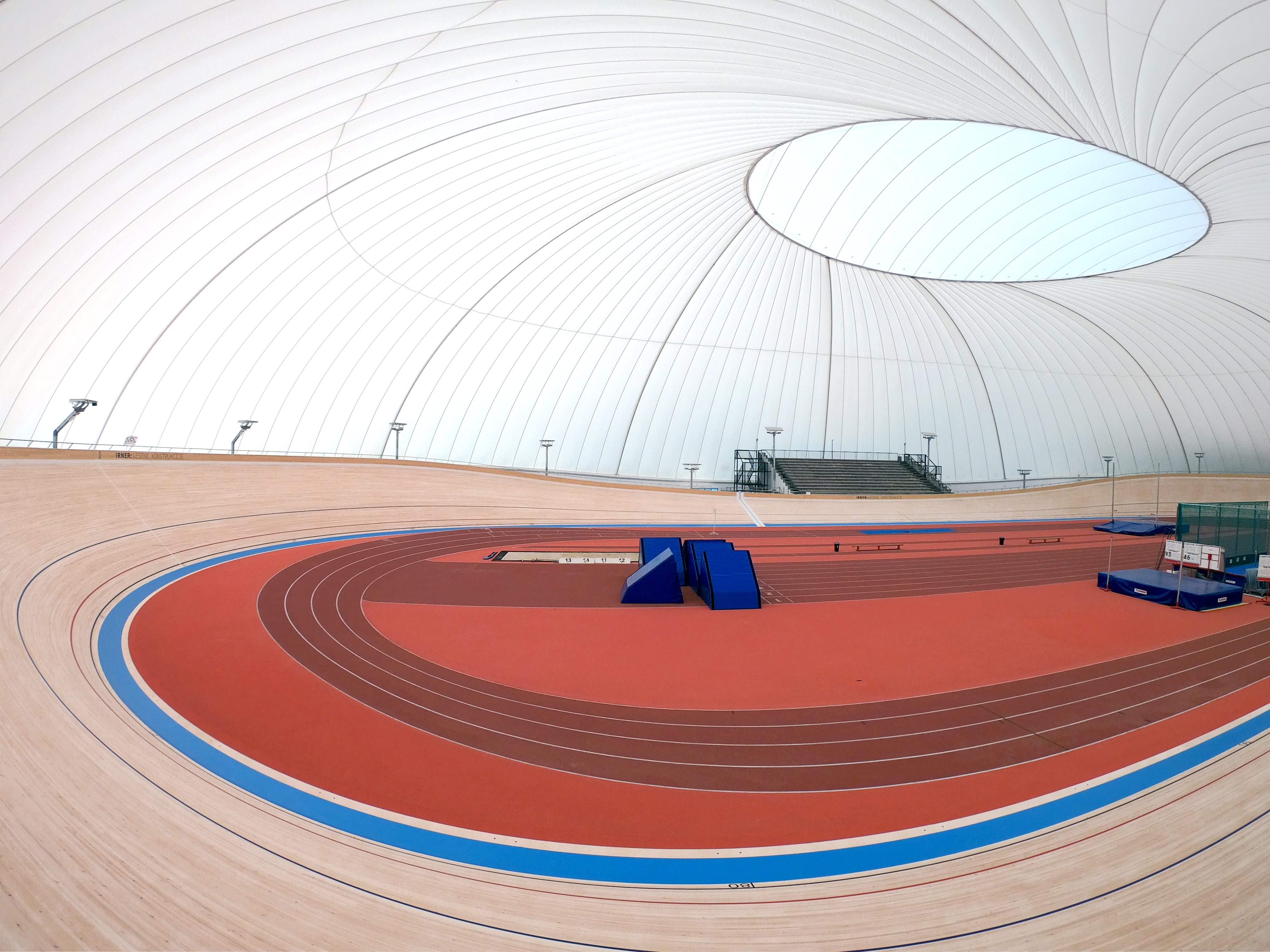

## Панорами

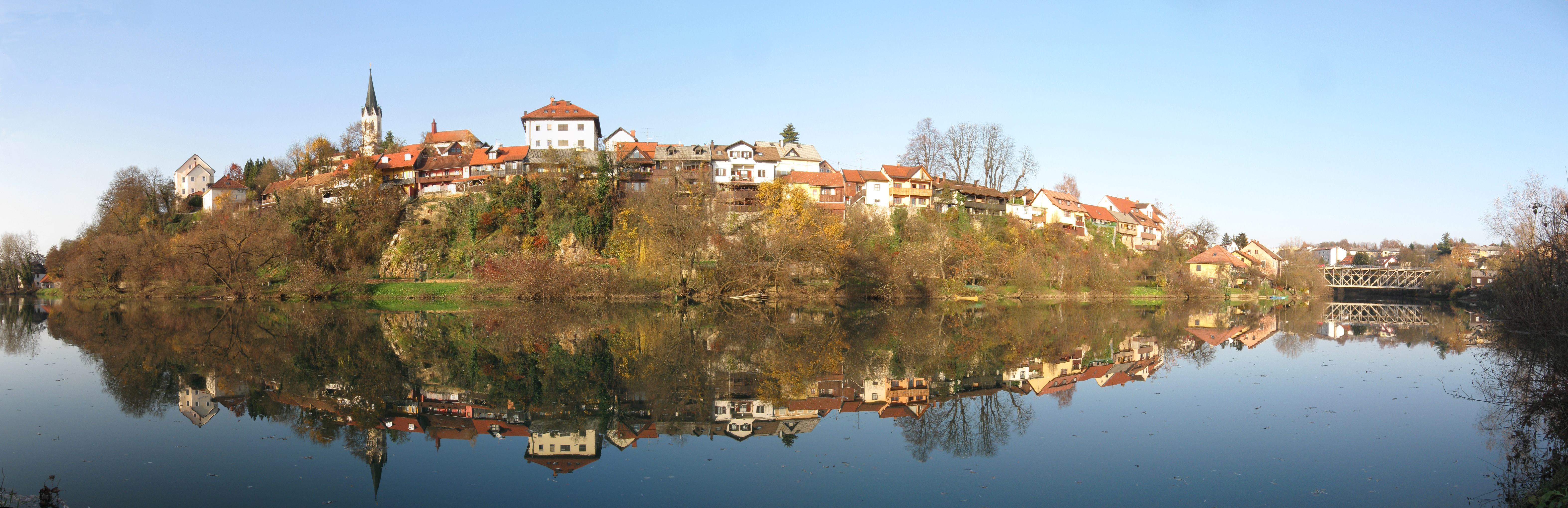

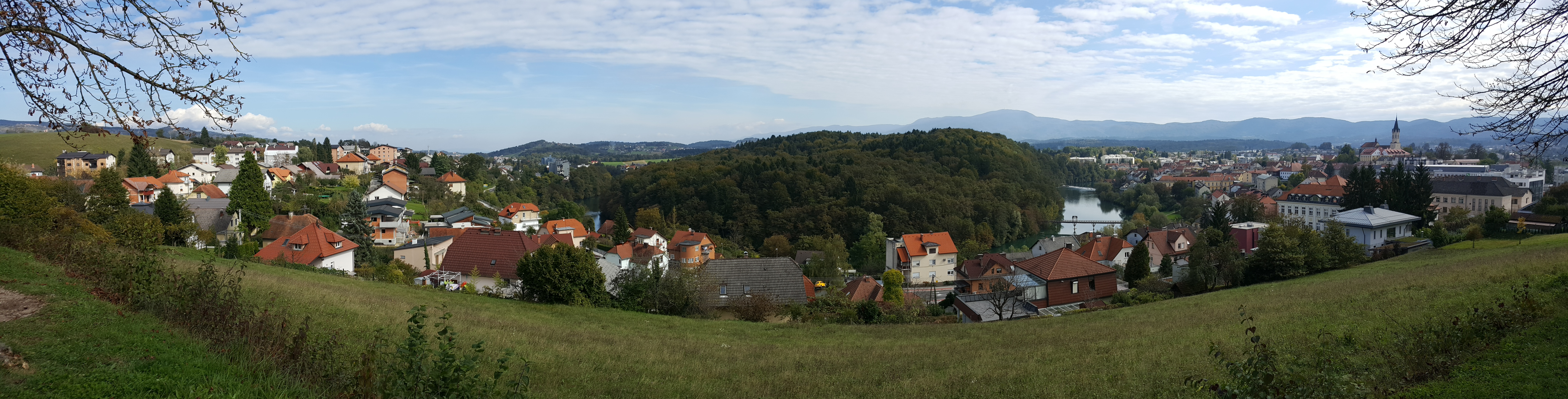